# Tertiære erhverv
Tertiære erhverv eller serviceerhverv er erhverv, hvor man ikke fremstiller eller bearbejder fysiske varer, men i stedet tjenester (også kaldet serviceydelser). Produktionen er altså af immateriel art. Erhvervene står i modsætning til de primære og sekundære erhverv. Et synonym for de tertiære erhverv er servicesektoren.
I den vestlige verden arbejder størstedelen af arbejdsstyrken i dag i de tertiære erhverv. Som følge af den økonomiske vækst er der en generel tendens til, at erhvervsstrukturen ændrer sig, så servicesektoren kommer til at fylde en større og større andel af økonomien.

## Underbrancher
Som eksempler på erhvervsområder indenfor de tertiære erhverv kan nævnes transport, handel, undervisning, rengøring, sundhedsvæsen, den finansielle sektors ydelser, underholdning, ejendomsudlejning, personlige tjenester som klipning, restauranter og værtshuse osv. Det meste af den offentlige beskæftigelse finder i næsten alle lande sted inden for de tertiære erhverv. Erhvervene kan således opdeles i offentlige tjenester og private tjenester.

## Servicesektoren i Danmark
Allerede i 1900 stod de tertiære erhverv for 44 % af Danmarks bruttoværditilvækst (BVT) (mod 30 % til de primære erhverv og 26 % til de sekundære (primært industrien). Servicesektoren har således været dominerende for indtjeningen i hvert fald i hele det 20. århundrede, og den relative betydning er steget gennem tiden. I 2010 stod de tertiære erhverv for 77 % af den danske bruttoværditilvækst og 79 % af den samlede beskæftigelse (svarende til, at godt 2,2 millioner danskere arbejdede i servicesektoren i 2010). Knap 40 % af de beskæftigede i sektoren arbejdede i den offentlige sektor, mens godt 60 % var beskæftiget i private servicevirksomheder. De private tjenesteerhverv opdeles af Danmarks Statistik i følgende grupper, rangordnet efter den andel af Danmarks BVT, de stod for i 2013:
- Handel og transport mv. - 19,7 % af BVT
- Erhvervsservice (udfører forskellige tjenesteydelser til andre virksomheder, f.eks. rengøring, regnskabshjælp, konsulentydelser) - 8,9 % af BVT
- Boliger (den imputerede værdi af lejeværdien af egen bolig for alle danske ejerboliger) - 8,2 % af BVT
- Finansiering og forsikring (værdien af ydelserne i den finansielle sektor) - 6,5 % af BVT
- Information og kommunikation - 4,2 % af BVT
- Kultur, fritid og anden service - 3,5 % af BVT
- Ejendomshandel og udlejning af erhvervsejendomme - 2,6 % af BVT